# Pula (Croácia)
Pula (em italiano: Pola; em esloveno: Pulj) é a maior cidade da Ístria, na Croácia, e localiza-se na extremidade sul daquela península. Sua população é de 57 460 habitantes, dos quais 71,65% são de origem croata (censo de 2011).
A região é conhecida pelo seu clima cadeado pelo mar calmo e pela beleza natural. A cidade tem uma longa tradição na produção de vinho, na pesca, na construção naval e no turismo. Pula é o centro administrativo da Ístria desde os tempos romanos — embora, hoje em dia, a capital do condado croata da Ístria seja Pazin (Pisino em italiano).
Era conhecida como Pietas Júlia (em latim: Pietas Iulia) no período romano.

## Cultura

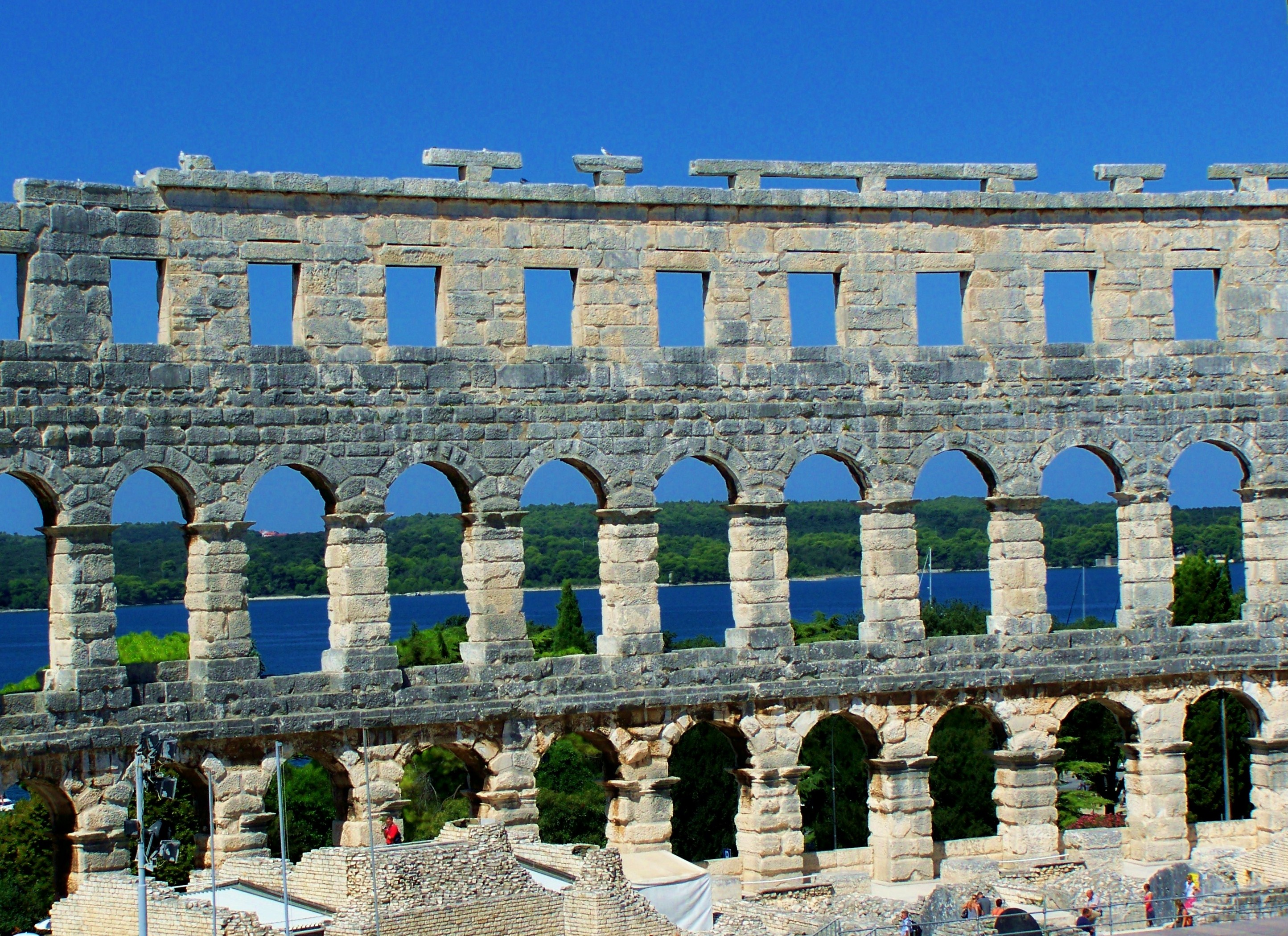
Anfiteatro romano em Pula

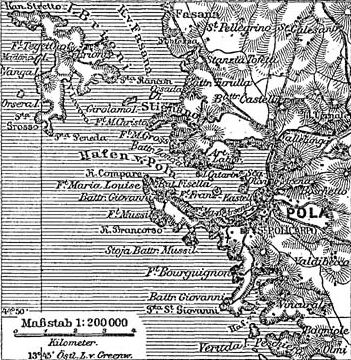
Mapa histórico do porto de Pula

Como resultado de sua rica história política, Pula é uma cidade com uma mistura cultural de pessoas e línguas do Mediterrâneo e da Europa Central, antigos e contemporâneos. A arquitetura de Pula reflete estas camadas de história. Os habitantes são normalmente fluentes em línguas estrangeiras, especialmente italiano, frequentemente também alemão e inglês. De 30 de outubro de 1904 a março de 1905 o escritor irlandês James Joyce ensinou inglês na Escola Berlitz; seus alunos eram principalmente oficiais navais austro-húngaros que estavam na base naval local. Enquanto ele estava em Pula, ele organizou a impressão local de seu trabalho The Holy Office (O escritório santo), em que satirizava William Butler Yeats e George Russell. 
O compositor de ópera Antonio Smareglia nasceu em Pula e retornou para viver lá.
O médico Robert Koch trabalhou nas ilhas Brijuni, nas proximidades.
Herman Potočnik (pseudônimo Hermann Noordung), um engenheiro aeronáutico e pioneiro da cosmonáutica (astronáutica), também nasceu em Pula.
Georg Ritter von Trapp - herói naval austríaco e líder da famosa familia cantora imortalizada no musical The Sound of Music (apresentado no Brasil como "A noviça rebelde" e em Portugal como "Música no Coração"), viveu em Pula.
Entre os "polesani" (italianos nativos da cidade) está Sergio Endrigo, um dos mais famosos cantores-compositores italianos.
São também naturais da cidade, Alida Valli, Laura Antonelli, Stjepan Hauser, premiado violoncelista e integrante do 2Celllos, e Rossana Rossanda.

## Património
Pula, cidade milenar, possui conjunto riquíssimo de vestígios da época em que pertenceu ao Império Romano. O seu mais famoso ex-libris é o Anfiteatro, localmente mais conhecido como Arena, mandado construir pelo imperador Vespasiano no século I. Encontra-se em razoável estado de conservação, no qual se realizam espetáculos. O recinto e pequeno núcleo museológico, com artefatos encontrados nas escavações realizadas no anfiteatro, são visitados por turistas.
Além desse grande monumento, existe um arco triunfal, o Arco dos Sérgios, um teatro e um pórtico, todos eles datados da era romana. Existe também na praça central da cidade um templo, dedicado ao culto imperial de Augusto, transformado em museu.

## Cidades gêmeas e cidades parceiras
Cidades gêmeas:
- Graz (desde 1972, parceria estabelecida em 1961)
- Tréveris (desde 1971)
- Imola (desde 1972)
- Verona (desde 1982)
- Kranj
- Čabar (desde 1974)
- Varaždin (desde 1979)

Outras formas de parcerias:
- Segedin (Pedido de parceria em 2003.)
- Veles (Documento de amizade e cooperação cultural em 2002)
- Novorossijsk (Protocolo de parceria e de cidade gêmea em 1997)

Fortes relações de amizade e contatos contínuos são mantidos com as seguintes cidades:
- Viena
- várias cidades da região de Estíria
- Pécs
- Brno
- Hekinan (cidade da Croácia hospedeira da EXPO 2005, parceria desde 2005)
- Villefranche-de-Rouergue (Local da rebelião croata, parceira desde 2005)

## Imagens

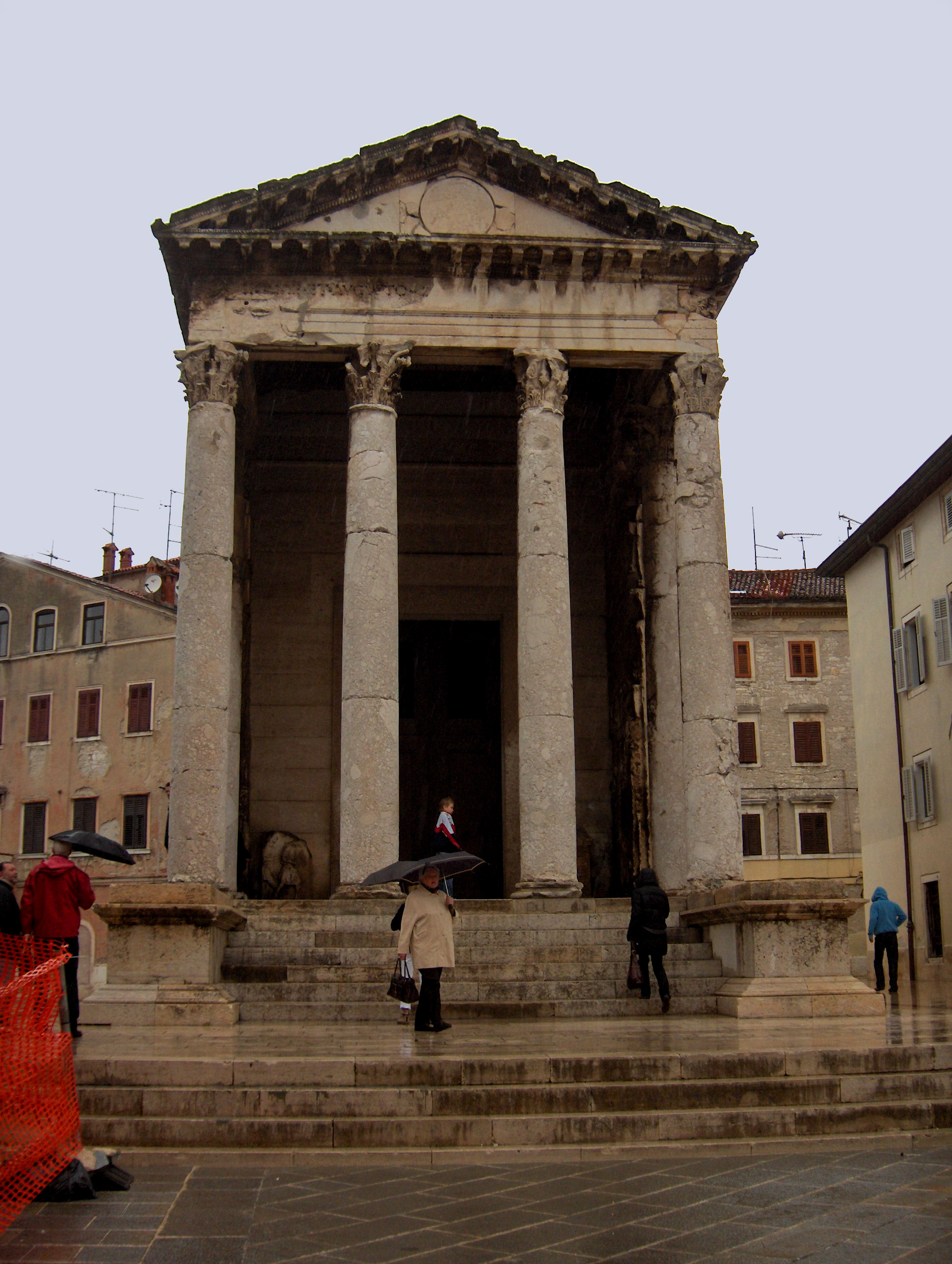
Templo de Augustus
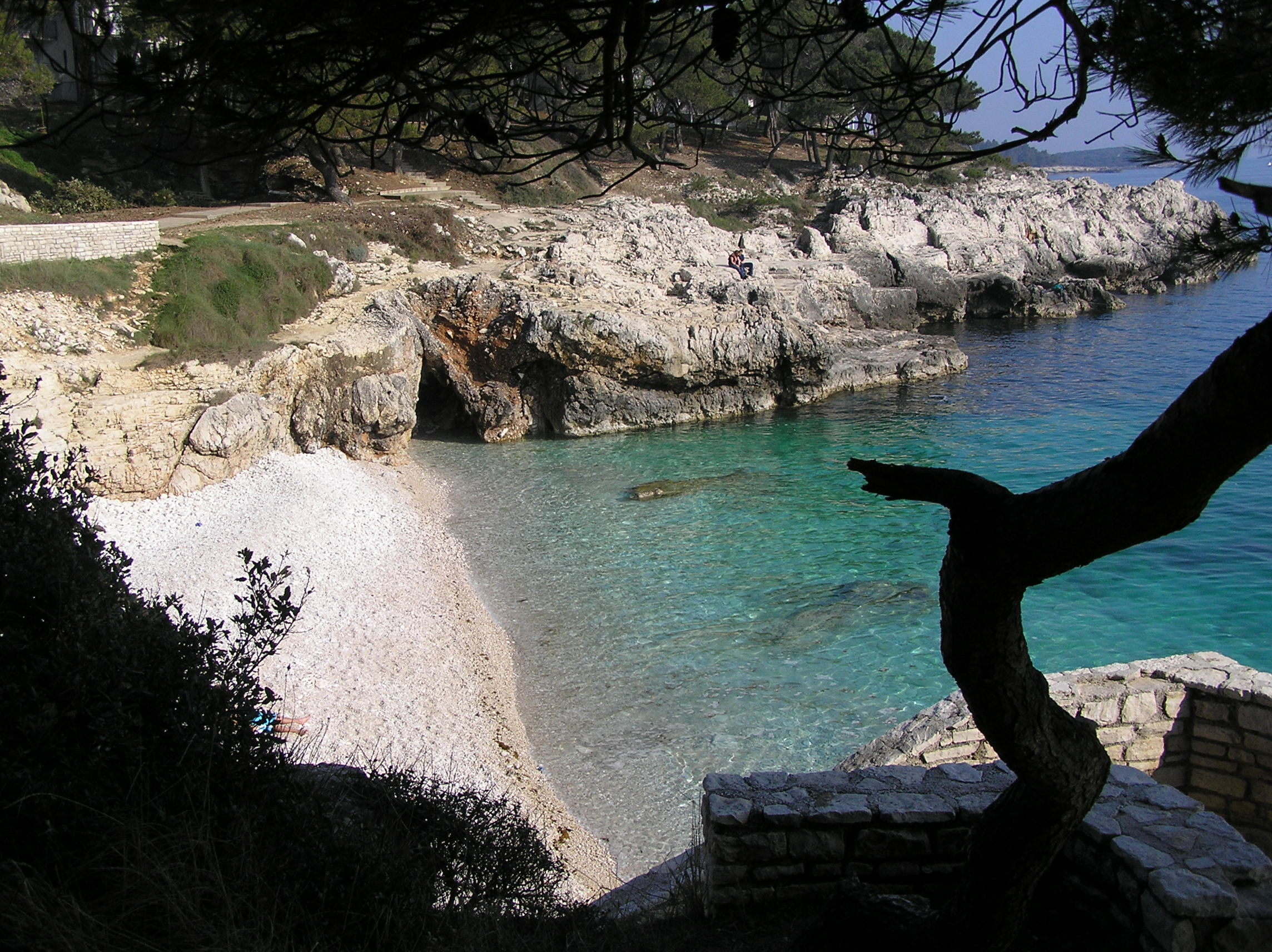
Praia em Pula
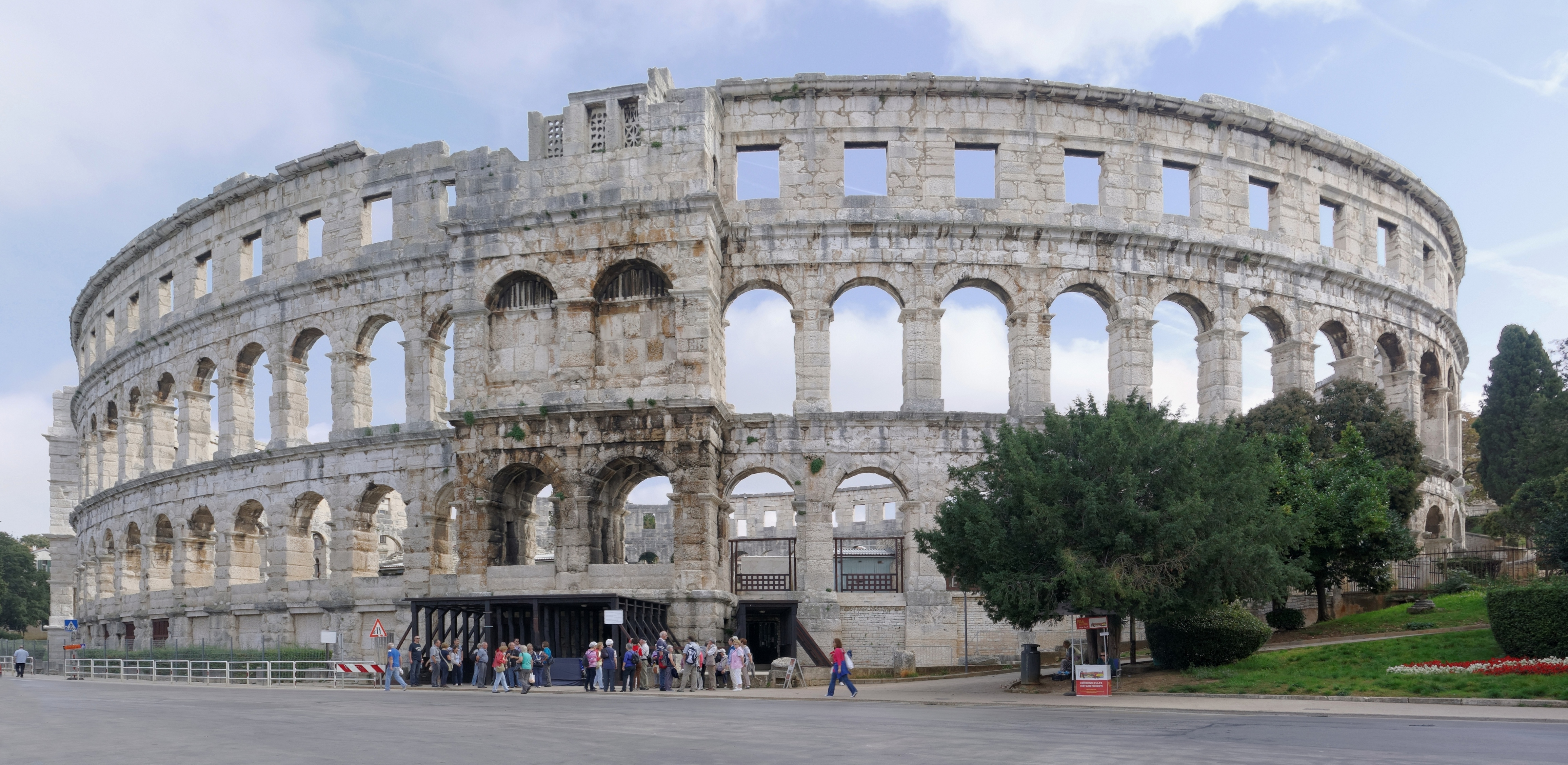
Anfiteatro
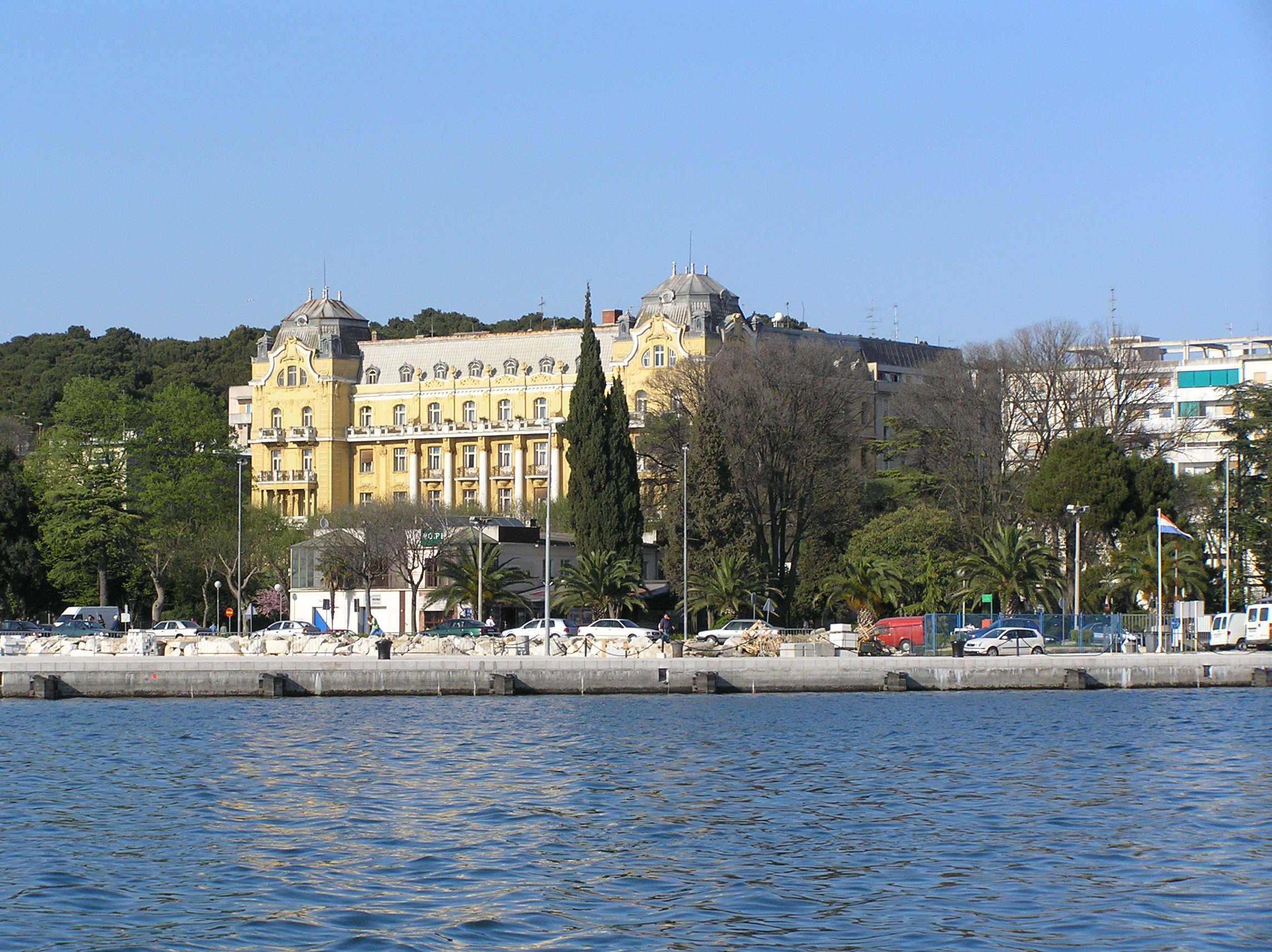
Hotel Riviera, em Pula
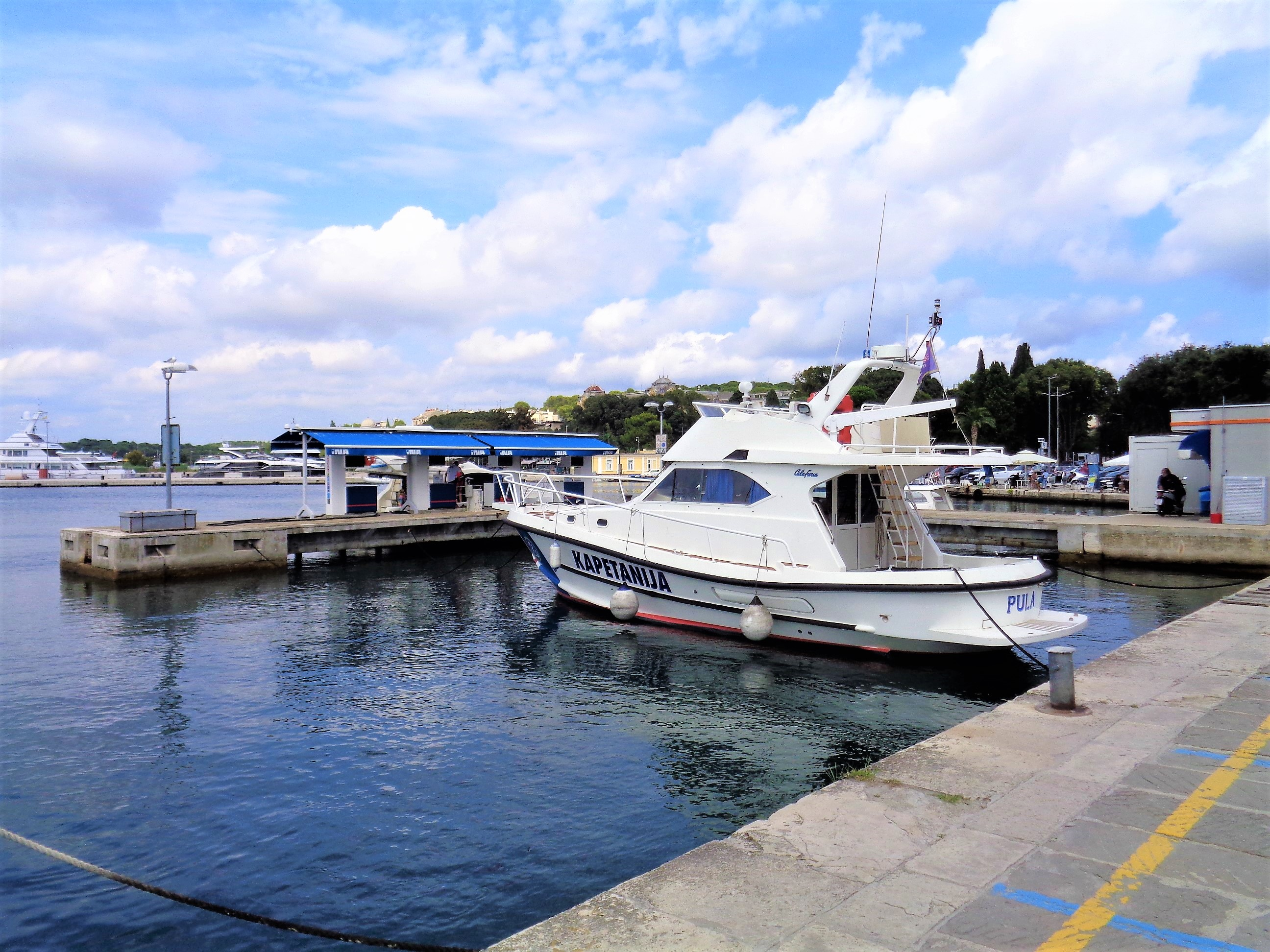
Porto

## Ligação externa
- Depto. de Turismo de Pula
- Museu Arqueológico de Istra